# کمر (افغانستان)
کمر (به لاتین: Kamar) یک منطقهٔ مسکونی در افغانستان است که در ولسوالی خواهان واقع شده‌است. کمر ۸۸۰ متر بالاتر از سطح دریا واقع شده‌است.

## نگارخانه

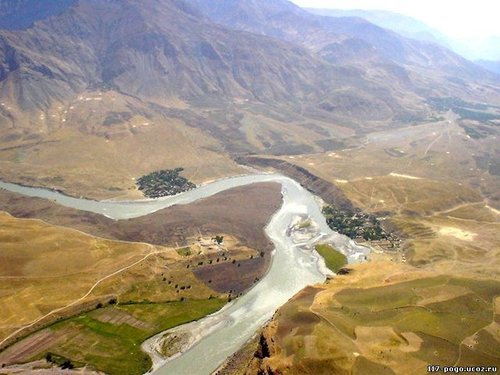
نمایی از دو روستای کمر و کاجی و رود پنج در ولسوالی خواهان